# أنجيلا ماك إيوان
أنجيلا ماك إيوان (بالإنجليزية: Angela McEwan)‏ هي ممثلة أمريكية درست في جامعة كاليفورنيا.

## وصلات خارجية
- أنجيلا ماك إيوان على موقع IMDb (الإنجليزية)
- أنجيلا ماك إيوان على موقع قاعدة بيانات الفيلم (الإنجليزية)